# 冨田光彦
冨田 光彦（とみた てるひこ、1937年2月 - ）は、滋賀県伊香郡木之本町（現・長浜市木之本町）出身の経済学者・図書館長。専門は国際経営学。姓は富田と表記されることもある。

## 冨田家

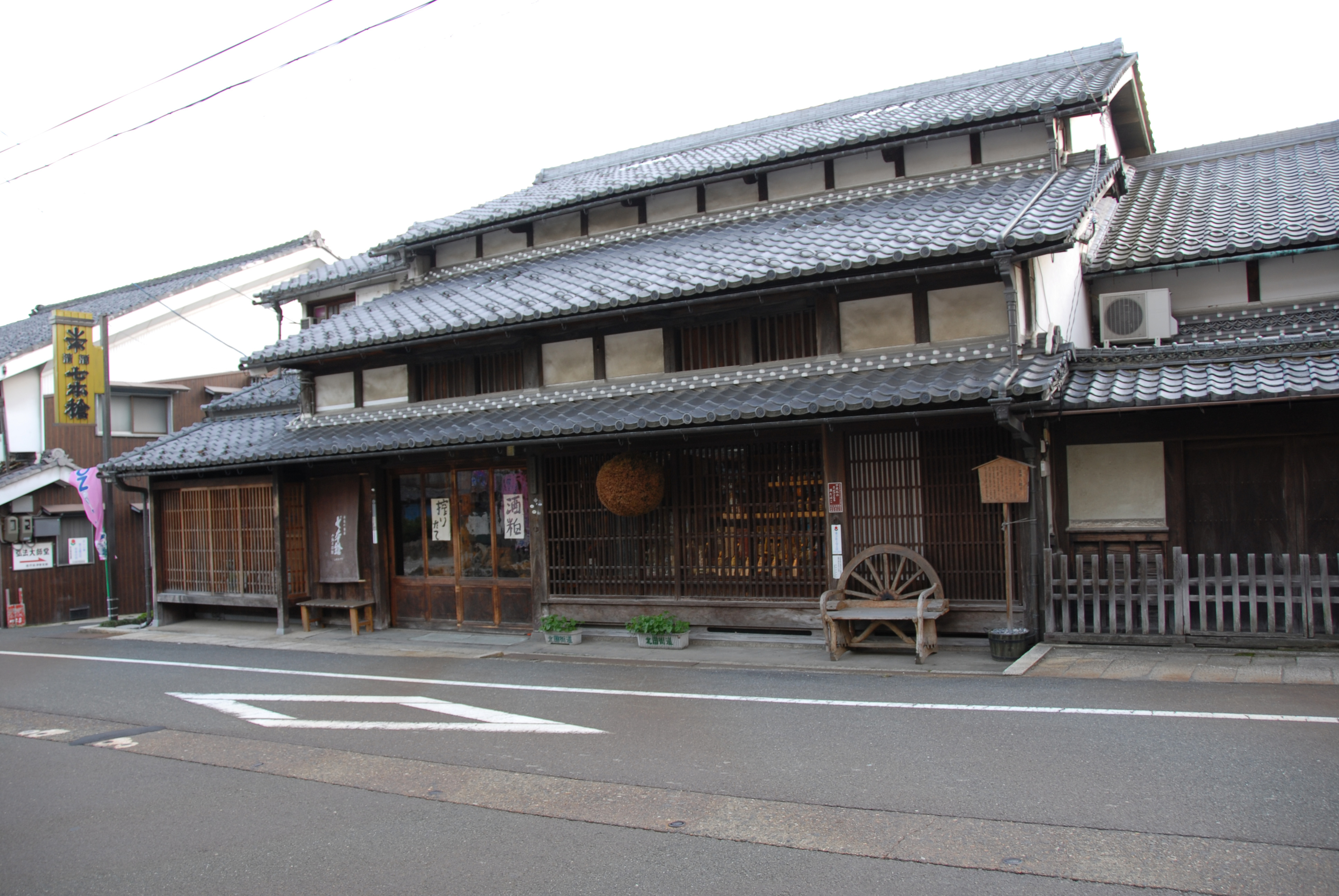
冨田酒造

実家は長浜市木之本町にある冨田酒造であり、冨田酒造は室町時代の天文3年（1534年）頃まで遡ることができる酒蔵である。冨田酒造の建物は延享元年（1744年）建築とされ、2019年（令和元年）には登録有形文化財に登録された。
祖父は伊香郡木之本町長や伊香郡長や衆議院議員などを務めた冨田八郎。父は1952年（昭和27年）に『近江伊香郡志』を刊行した冨田八右衛門。冨田光彦は冨田家の14代目当主である。

## 経歴

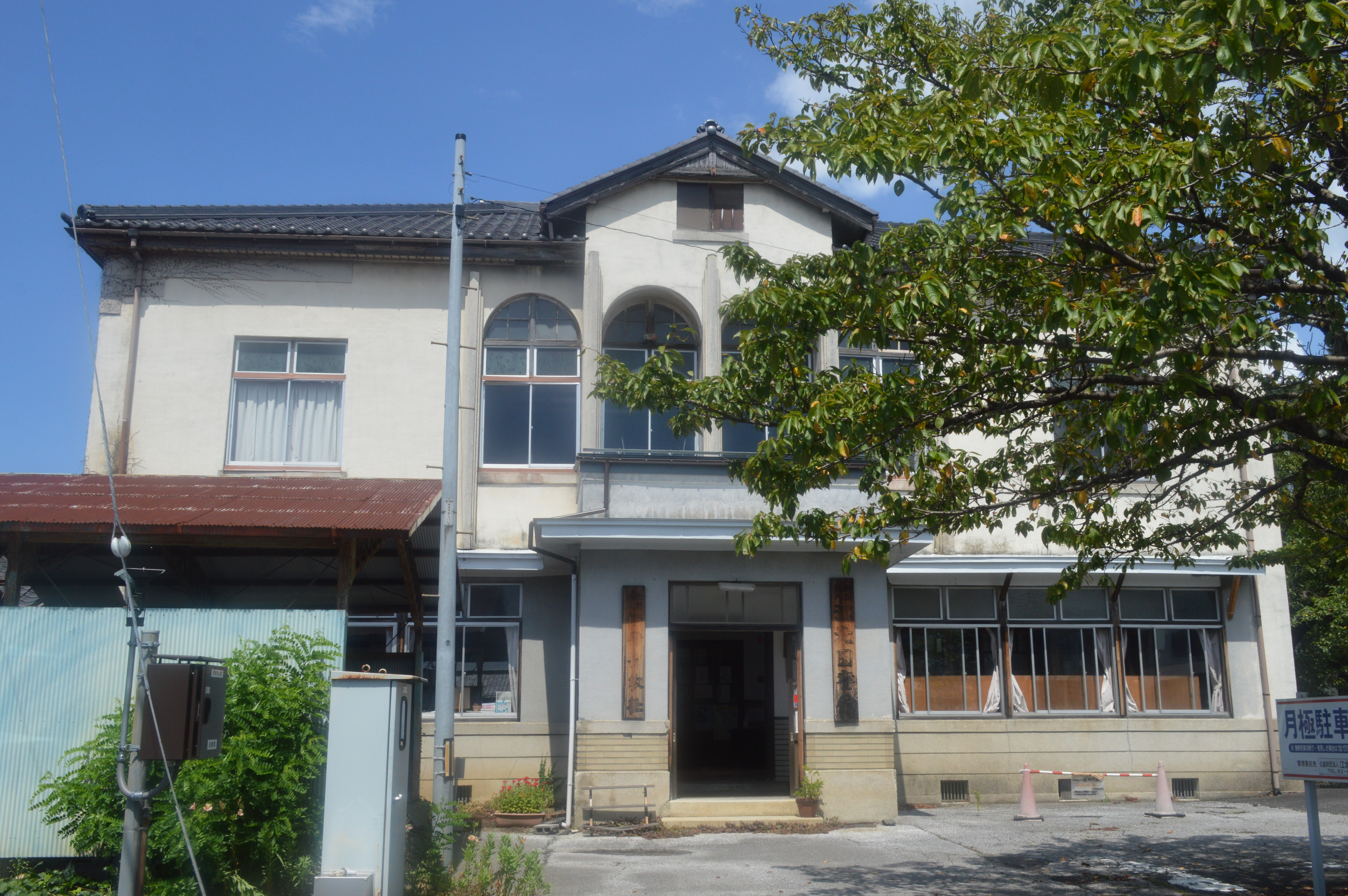
江北図書館

### 伊藤忠商事時代
1937年（昭和12年）2月に滋賀県伊香郡木之本町（現・長浜市木之本町）に生まれた。早稲田大学高等学院では宇治敏彦（後に中日新聞社専務）や小榑雅章（後にダイエー取締役）と同窓だった。早稲田大学第一政治経済学部を卒業して伊藤忠商事に入社すると、社員のままハワイ大学大学院やハーバード大学大学院に留学した。瀬島龍三の下で海外貿易の総括部門に勤務し、1971年（昭和46年）に伊藤忠商事を退社した。

### 大学教員時代
30代で滋賀大学経済学部の講師に就任した。その後は滋賀大学経済学部教授、滋賀大学附属図書館館長などを経て、2004年（平成16年）に滋賀大学の名誉教授となった。また、放送大学滋賀学習センター所長も務めている。

### 江北図書館長
木之本町には1907年（明治40年）に開館した私設図書館の江北図書館がある。祖父の冨田八郎や父親の冨田八右衛門は無報酬で江北図書館の館長を務め、私財を投じて図書館の維持に尽力していた。冨田八右衛門の死後、44歳の時に冨田光彦が江北図書館の理事長兼館長に就任した。
2012年（平成24年）10月には郷土教育や文化振興に対する貢献が評価され、中部地方9県の優れた教育者を顕彰する中日教育賞を受賞した。2019年（令和元年）時点でも江北図書館の館長を続けている。